# 玫红山黧豆
玫红山黧豆（学名：Lathyrus tuberosus），为豆科山黧豆属下的一个植物种。